# Millerowo
Millerowo (ros. Миллерово) – miasto w Rosji w obwodzie rostowskim. Prawa miejskie otrzymało w 1926. W 2010 roku liczyło 39,3 tys. mieszkańców.

## Historia
Millerowo zostało założone w 1786 roku przez sierżanta Iwana Abramowicza Millera. Od niego miasto zawdzięcza nazwę Millerovo. Po wybudowaniu w końcu XIX wieku linii kolejowej Rostów-Woroneż-Kozlowsk, miasteczko stało się ważnym węzłem szlaków kolejowych. Prawa miejskie - od 1926 roku. Od 1933 do 1934 Centrum Północnego obszaru.
W Millerowie urodziła się w 1941 Mira Żelechower-Aleksiun – polska malarka, jedna z najbardziej wyrazistych postaci wrocławskiego środowiska artystycznego.
25 lutego 2022, w trakcie rosyjskiej inwazji na Ukrainę, armia ukraińska przeprowadziła kontruderzenie zestawami rakietowymi Toczka-U na zgrupowanie rosyjskich samolotów wojskowych stacjonujących na lotnisku w Millerowie. Nieznane są straty poniesione przez Rosjan w trakcie ataku.